# Fulvio Fantoni
Fulvio Fantoni (Grosseto, 9 novembre 1963) è un giocatore di bridge italiano: attualmente numero 6 al mondo, è uno dei 10 giocatori del mondo a vantarsi della Triple Crown of Bridge avendo vinto i tre Campionati più prestigiosi (Bermuda Bowl, Olimpiadi, Mondiali a coppie). Vincitore di una edizione della Bermuda Bowl con la squadra italiana.
Il suo partner abituale fino al 2018 è Claudio Nunes. Fantoni-Nunes detti Fantunes erano una delle migliori coppie al mondo. Giocavano un sistema (denominato "Fly") che Fantoni definisce "divertente anche se un po' rischioso" caratterizzato da aperture a livello di 1 forzanti, 1 senza debole e aperture di 2 a colore non forzanti. Nella sua carriera Fantoni ha vinto 6 titoli mondiali, 3 campionati europei a squadre, 6 Coppe dei Campioni, 26 campionati italiani.

## 1994-2010 Team Angelini
Nel 1994 Fantoni entra a far parte del team Angelini, una delle due squadre, insieme a quella della Lavazza, più titolata d'Italia. I primi successi arrivano subito: appena entrato vince il Campionato Italiano a squadre e un anno dopo la Coppa Italia. Dal 1998 al 2000 il rapporto di lavoro tra Fantoni e il team Angelini si interrompe per poi riprendere nel 2001.

## 2011-2015 Team Zimmermann
Nel 2011 Fantoni passa al Team Zimmermann, dove giocherà per cinque anni. Con questa squadra Fantoni vince diversi campionati francesi. 

## Palmarès
- 2002 - 1º posto Campionato del mondo a coppie - Montreal
- 2003 - 2º posto Bermuda Bowl - Montecarlo
- 2003 - 1º posto Coppa Campioni - Roma
- 2004 - 1º posto Olympiad open teams - Istanbul
- 2004 - 1º posto Campionati Europei a squadre - Malmo
- 2004 - 1º posto Coppa Campioni - Barcellona
- 2005 - 1º posto Bermuda Bowl - Estoril
- 2005 - 1º posto Coppa Campioni - Bruxelles
- 2006 - 1º posto Campionati Europei a squadre - Varsavia
- 2006 - 3º posto Campionato del mondo a coppie - Verona
- 2007 - 1º posto Transnational open teams - Shangai
- 2007 - 1º posto Coppa Campioni - Wroclav
- 2008 - 1º posto World Bridge Games national open teams - Pechino
- 2008 - 1º posto Coppa Campioni - Amsterdam
- 2009 - 2º posto Bermuda Bowl - São Paulo
- 2009 - 1º posto Coppa Campioni - Parigi
- 2010 - 3º posto Rosemblum - Philadelphia
- 2010 - 1º posto World Mixed Pairs - Philadelphia
- 2012 - 1º posto Campionato Europeo a squadre - Dublino
- 2012 - 3° World Bridge games open teams - Lille
- 2013 - 2º posto Bermuda Bowl - Bali
- 2014 - 2º posto Campionati Europei a squadre - Opatija
- 2014 - 2º posto Rosemblum - Sanya